# Santa Cruz de Mudela
Santa Cruz de Mudela es un municipio español de la provincia de Ciudad Real, en la comunidad autónoma de Castilla-La Mancha, ubicado en el extremo sudeste del Campo de Calatrava, así como a la Mancomunidad de Servicios del Jabalón (Manserja).

## Geografía
La orografía de su término municipal destaca por el predominio de la llanura manchega (Campo de Calatrava), apareciendo en sus extremos sur y suroeste las sierras del Acebuche y del Aljibe como anuncio de las estribaciones de Sierra Morena. La Rambla de Santa Cruz, colector estacional de los arroyos del término, es el principal recurso hídrico de superficie; es tributaria del río Guadiana, a través de su afluente Jabalón. El pueblo se alza a 717 metros sobre el nivel del mar, cerca del cerro llamado Molino de Viento (814 metros). Por el norte hay algunos otros cerros dispersos de más de 800 metros (Las Cabezuelas, Monte Agudo) mientras que por el suroeste y por el sur se alzan las primeras elevaciones de la Sierra del Aljibe y de la Sierra del Acebuche que alcanzan cotas cercanas a los 900 metros. Forma parte de la comarca de Sierra Morena de Ciudad Real.
Dista 68 kilómetros de la capital provincial y está atravesada por la autovía del Sur entre los pK 212 y 224. 
| Noroeste: Granátula de Calatrava, Moral de Calatrava | Norte: Valdepeñas     | Noreste: Valdepeñas, Torrenueva |
| Oeste: Viso del Marqués                              |                       | Este: Torrenueva                |
| Suroeste: Viso del Marqués                           | Sur: Viso del Marqués | Sureste: Torre de Juan Abad     |

El clima de tipo mediterráneo-continental consta de inviernos fríos y veranos calurosos, con escasez de precipitaciones.

## Historia
Fundación de Santa Cruz de Mudela

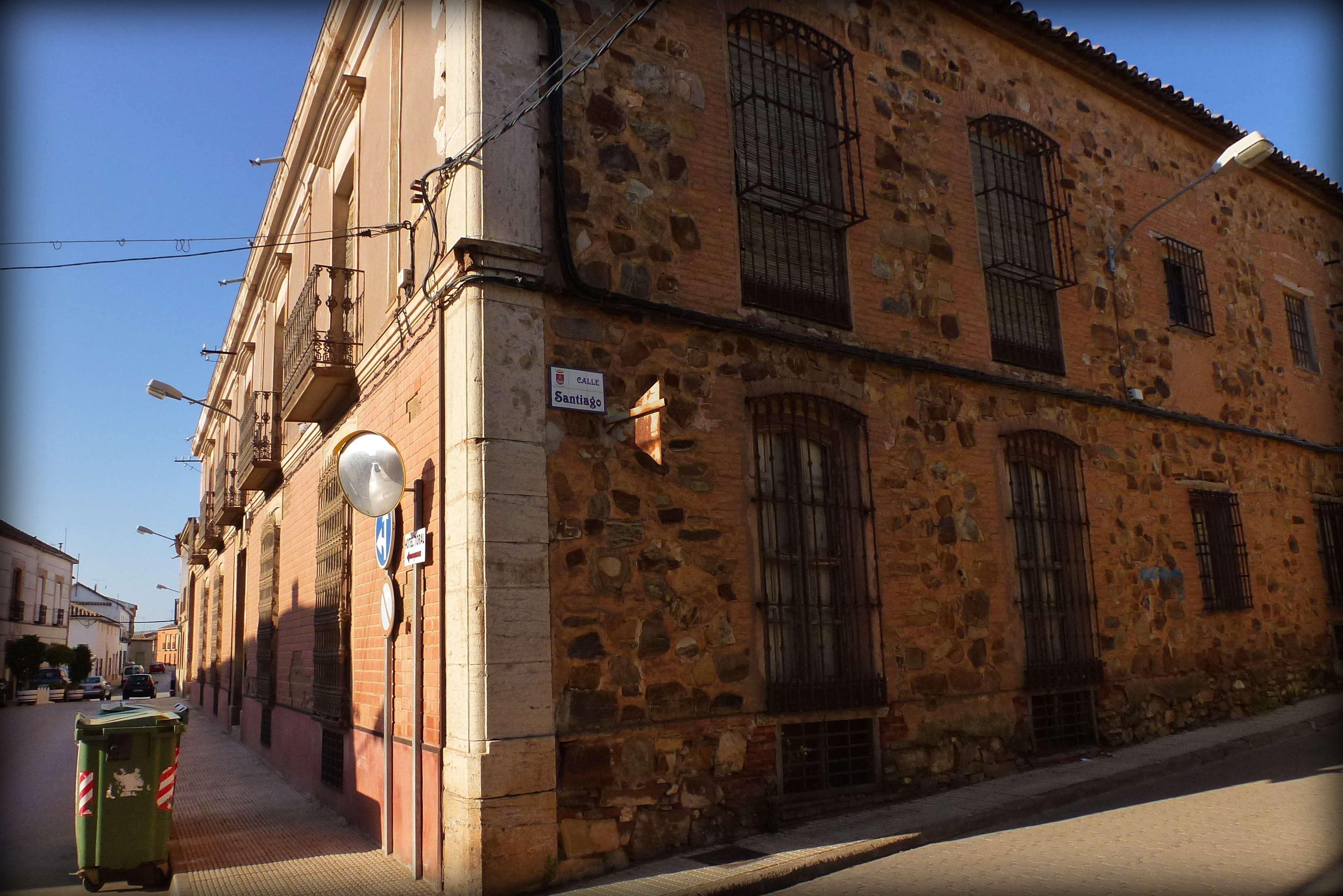
Caserón de la calle Santiago

Varios restos contemporáneos a la cultura de El Argar, correspondientes a la primera mitad del segundo milenio antes de Cristo, han sido encontrados en los límites septentrionales de la Dehesa de Mudela y la vega del Jabalón. La zona se convertiría posteriormente en un importante asentamiento íbero de la cultura oretana, como atestigua el yacimiento arqueológico del Cerro de las Cabezas, habitado entre los siglos VII a. C. y II a. C.
En siglos posteriores quedaría enclavada dentro de la zona de influencia de la villa romana, posteriormente visigótica, localizada en las proximidades de la actual Valdepeñas. Las influencias de la civilización romana dejaron como más clara herencia el uso de la vid.
Tras la fulminante conquista musulmana de la Península, a principios del siglo VIII, la villa pierde parte de su influencia económica en la zona, al no hacer los árabes uso intensivo de la vid, y queda relegada como despensa de cereal en la parte sur del Reino de Toledo.
En 1212, tras la reconquista de Alfonso VIII de Castilla y la Orden de Calatrava, cambia de lugar y comienzan sus pobladores a establecerse en torno al Pozo Bueno (situado enfrente del convento de los Padres Agonizantes, lugar en el que ahora se encuentra la casa-cuartel de la Guardia Civil) donde se conforma el actual núcleo de población. 
El título de La Santa Cruz de Mudela tuvo su origen en la primera mitad del siglo XIII. Las distintas versiones que narran su origen mezclan datos históricos, tradición y leyenda. La tradición oral ha ido perfilando el significado de la cruz que perpetuó el triunfo de las huestes cristianas en la campaña de Las Navas de Tolosa de 1212. Fuentes más fidedignas señalan que simbolizaba un cruce de caminos enclavado en la Dehesa de Mudela (llamada así por ser próxima al puerto del Muradal, una de las entradas a la Meseta a través de Al-Ándalus).
En el siglo XIII, se erige la encomienda de Mudela asentada en la propia dehesa. La Villa fue fundada en sus límites, siéndole segregada una gran parte con el objeto de facilitar el establecimiento de población. En 1462 se amplió la encomienda de Mudela con la Villa de El Viso. Estuvo sometida a los comendadores de la Orden de Calatrava hasta los años inmediatamente posteriores la conquista de Granada por los Reyes Católicos, fecha en la que fue incorporada a la Corona, pasando a ser tierras de realengo. Años después pasará a formar parte de la Cabeza del Marquesado de Santa Cruz.
El marquesado de Santa Cruz
El 30 de enero de 1538 Álvaro de Bazán, el Viejo, compra a Carlos I las villas de Santa Cruz de Mudela y El Viso del Puerto (Muradal) con sus términos y su jurisdicción civil y criminal por 26.208.626 maravedíes. Posteriormente su hijo, Álvaro de Bazán, el Mozo, primer marqués de Santa Cruz, construye el palacio y el convento de Franciscanos Capuchinos, constituyéndose desde entonces, como queda dicho, en auténticos benefactores de la villa.
El linaje de los Bazán pertenece a una de las doce casas de Navarra y procede del valle del Baztán, que en lengua vernácula quiere decir «soy uno». Álvaro de Bazán fue una de las figuras históricas más interesantes de la España del siglo XVI. El granadino, almirante de Felipe II, fue nombrado primer marqués de Santa Cruz de Mudela, Señor de las villas de El Viso y de Valdepeñas, Comendador Mayor de León, miembro del Consejo de Su Majestad y capitán general del mar Océano y de la gente de guerra del Reino de Portugal.
La guerra de Independencia y la batalla de Ocaña
En 5 de junio de 1808, las tropas napoleónicas sufrieron un serio revés frente a las guerrillas de Santa Cruz de Mudela. Muestra clara de esto es que fueron muertos 109 franceses y hechos prisioneros 113 de un total de 700 soldados franceses.
Sirvió Santa Cruz de Mudela, en noviembre de 1808, como base del cuartel general en el que las tropas españolas del ejército de La Mancha comandado por el general Don Francisco de Eguía prepararon la crucial batalla de Ocaña, ascendiendo desde Sierra Morena.

## Demografía
Santa Cruz de Mudela cuenta con una población de 3871 habitantes (INE 2024).
| Gráfica de evolución demográfica de Santa Cruz de Mudela entre 1842 y 2021                                          |
| |
| Población de derecho según los censos de población del INE Población de hecho según los censos de población del INE |

Sus habitantes son llamados santacruceños o churriegos.

## Administración y política
Alcaldes de Santa Cruz de Mudela desde 1965:
- 1965 Carlos Dotor Navarro
- 1979 Juan Bustos (UCD)
- 1979 Juan Valverde Pérez (UCD) (por renuncia de Juan Bustos)
- 1983 Antonio Cobos (PSOE)
- 1987 Antonio Cobos (PSOE)
- 1989 José Antonio López Aranda (PSOE) (mediante una moción de censura)
- 1991 José Antonio López Aranda (PSOE)
- 1995 José Antonio López Aranda (PSOE)
- 1999 José Antonio López Aranda (PSOE)
- 2003 José Antonio López Aranda (PSOE)
- 2007 Manuel Sáez Laguna (PVISCM)
- 2011 José Luis Fuentes Gavilán (Pacto PSOE-PP)
- 2013 Mariano Chicharro Muela (Pacto PP-PSOE)
- 2015 Mariano Chicharro Muela (Pacto PP-PSOE)
- 2017 Gema García Mayordomo (PSOE) (mediante moción de censura)
- 2019 Gema García Mayordomo (PSOE)
- 2023 Joaquín Dotor Sánchez (PP)

## Patrimonio

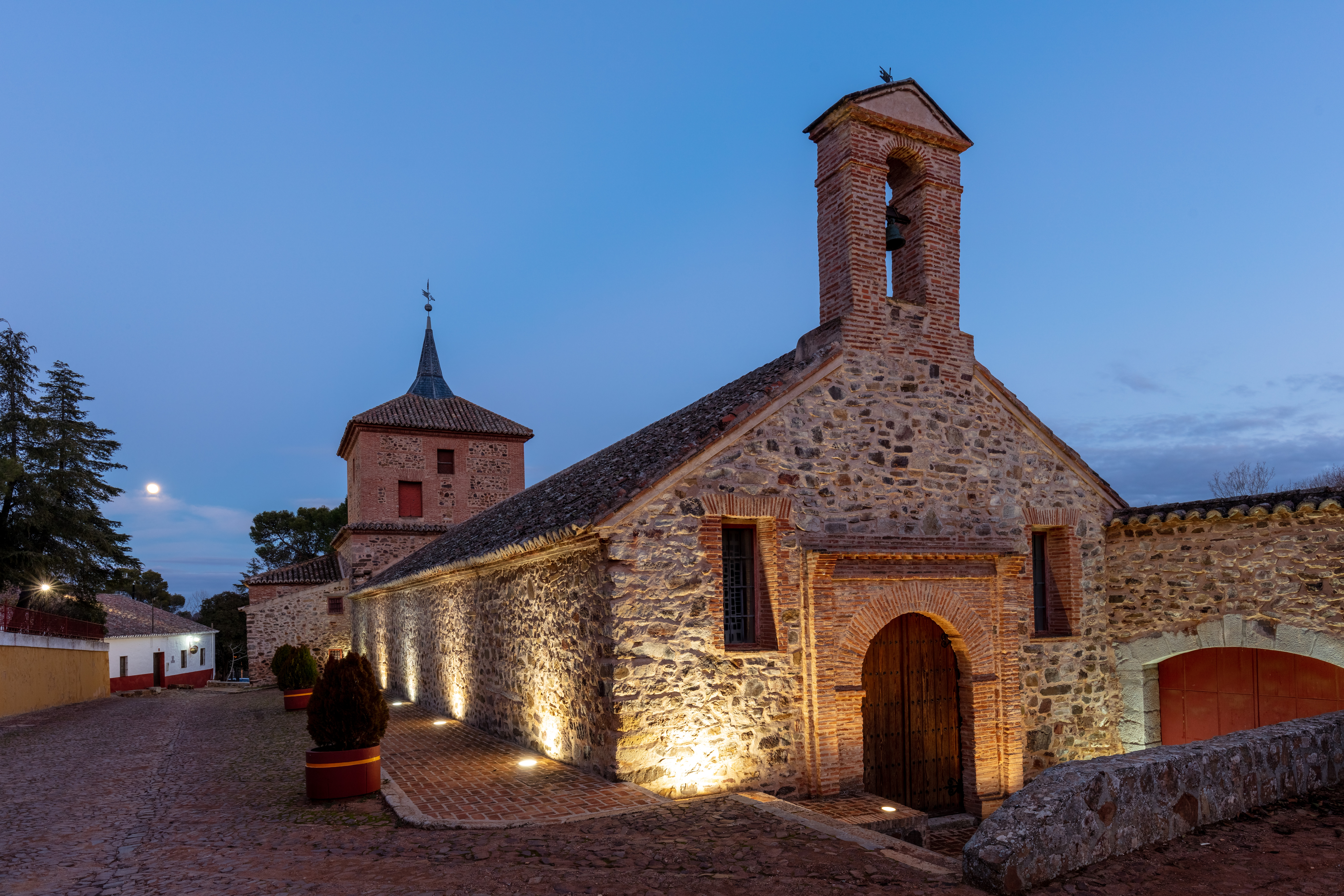
Santuario de Nuestra Señora de las Virtudes

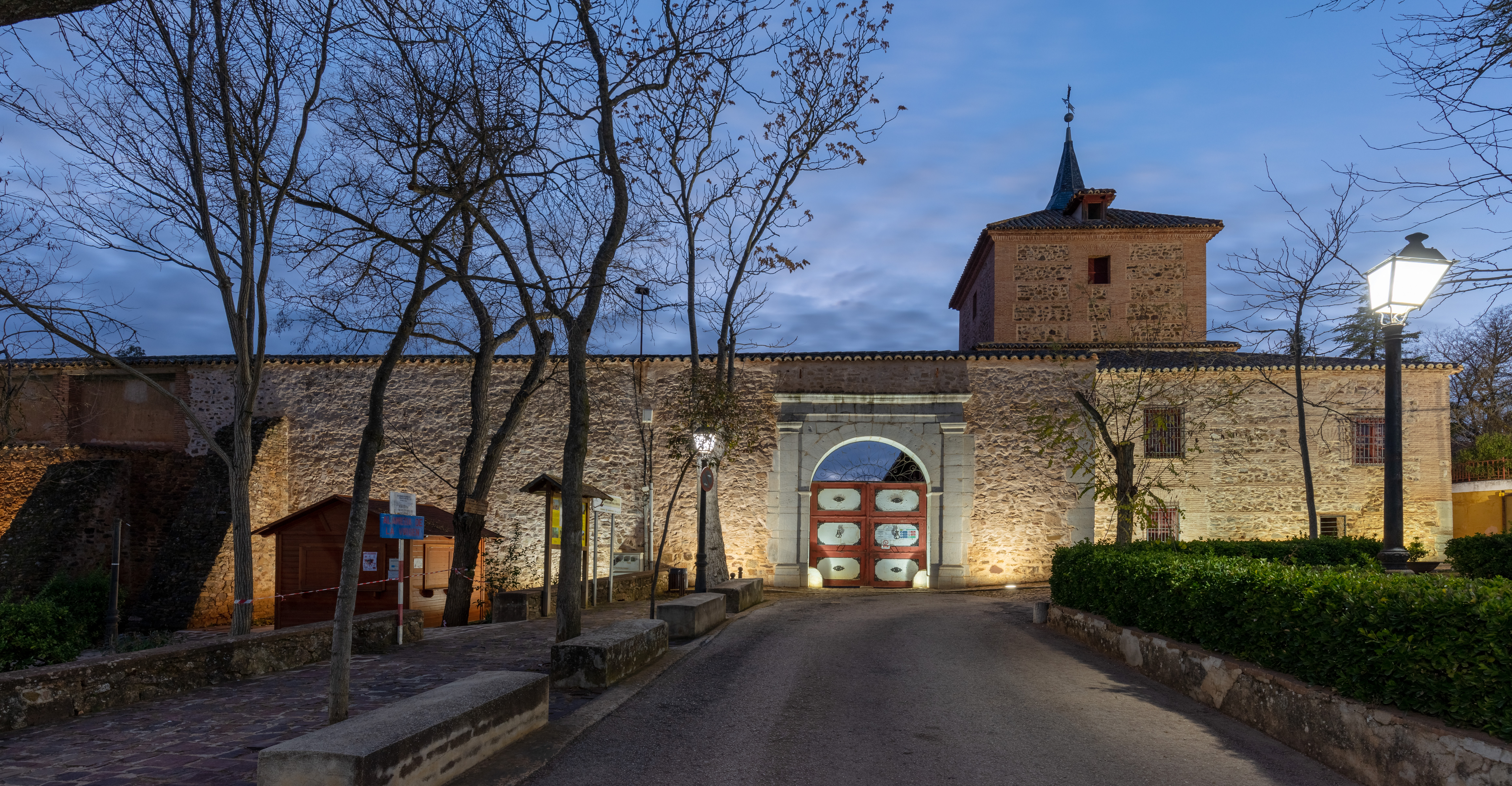
Plaza de toros cuadrada

- Plaza y Santuario de Nuestra Señora de las Virtudes: Con fecha del 24 de abril de 1981 y por Real Decreto n.º 1443/1981 se declaraba Monumento Histórico Artístico Nacional a la Ermita y la Plaza de Toros de las Virtudes cuadrada de Santa Cruz de Mudela (Ciudad Real). En el dintel de una de sus puertas, de aquella conocida como Casa de la Despensa, podemos apreciar la fecha de 1641, aunque las columnas que sostienen la galería norte son de época visigótica, hecho este contrastado al encontrarse en sus inmediaciones restos de dicho periodo. Considerada, por tanto, como la plaza de toros cuadrada más antigua del mundo que aún se conserva.

- Iglesia de Nuestra Señora de la Asunción: Construida en el siglo XVI en estilo gótico tardío. Presenta algunos elementos renacentistas de transición, como la portada principal, con arco de medio punto sobre pilastras y enmarcado por dos columnas sobre plinto rematado con templete y hornacina; parecidas son las portadas laterales. Tiene tres naves, cabecera poligonal y torre en los pies.

- Ermita Santa María la Mayor: Situada en el centro de la población se encuentra esta ermita, este edificio religioso fue el primer templo construido en Santa Cruz de Mudela, siendo su primitiva parroquia. Edificio de una sola nave de cañón, conserva el primitivo retablo. Anexo a dicha ermita se encuentra la Capilla de Santísimo Cristo de la Misericordia, con una bella cúpula con yeserías con motivos pasionistas. Aún puede observarse la pintura al fresco de dicho Cristo de la Misericordia. Esta capilla sirvió de capilla del antiguo Hospital.

- Iglesia de San José: Su capilla es de estilo neogótico y fue construida en el primer cuarto del siglo XX, concretamente en 1918. Esta hermosa capilla de estilo gótico, de 28 metros de longitud por 8 de latitud. Su titular es San José, cuya imagen, de gran tamaño, la antigua imagen (destruida durante la guerra civil) era obra del escultor Rafael García Irurozqui. Se colocó la primera piedra de esta capilla el 31 de agosto de 1917; se terminó el 4 de diciembre de 1918, y se bendijo el 3 de octubre de 1919, celebrándose a continuación la primera Misa. En una de sus puertas podemos aún observar el escudo de la Salle Como igualmente el Monumento Retablo Cerámico que el pueblo de Santa Cruz de Mudela dedicó a su Excelsa Madre y Patrona, María Santísima de las Virtudes. Anexo a dicha capilla está el edificio, por desgracia semiderruido, del Colegio de la Salle.

- Iglesia Evangélica. Desde 1923 ha habido cultos protestantes en Santa Cruz de Mudela cuando misioneros de Valdepeñas vinieron y predicaron el evangelio a la gente en sus casas. En 1924 hubo una iglesia oficial y la gente alquiló un local en la calle Gloria, número 4. Percy Buffard de Inglaterra predicó en el primer culto. Fue fundador de la Misión Evangélica Española. El 13 de diciembre de 1931 la Iglesia abrió su propio local en la calle Gloria n.º 35, y todavía éste es local de la iglesia. En 1936 se clausuró el local de la iglesia a consecuencia de la guerra civil. La capilla utilizada después de ser requerida por el ejército, fue acondicionada como un pequeño Hospital. La iglesia reabrió sus puertas en 1946 y hasta hoy hay cultos los miércoles y domingo.

- Ermita de San Roque: Se encuentra situada en lo alto de un cerro donde se puede visualizar toda la localidad. Cuenta la tradición que San Roque actuó como abogado del pueblo durante la peste que azotó la zona en el siglo XIX. Se celebraban cultos en su honor y, al parecer, se consiguió que el pueblo se librara de la terrible epidemia. La ermita fue destruida por los franceses durante la guerra de la Independencia, reedificándose después de 1834. Las últimas tareas de reparación se han llevado a cabo por iniciativa de los vecinos del barrio a finales del siglo XX. El día de San Roque (16 de agosto) se celebra fiesta desde tiempo inmemorial, dándose una misa en la ermita a las siete de la mañana y subiendo de nuevo, a la caída del sol, al objeto de orar ante el santo y conseguir la albahaca y la calabaza.

- Convento-Escuela de las Concepcionistas Misioneras de la Enseñanza: Es de estilo historicista, y conserva un rico artesonado y una bóveda pintada, en la que descuella su decoración barroca.

## Cultura

### Fiestas locales
- 20 de enero. San Sebastián. Fiesta en torno a la ermita de San Sebastián.

- 3 de febrero. San Blas. Fiesta en torno a la desaparecida ermita de San Marcos, Santiago y Santa Ana, Jesús Nazareno y San Blas.

- Semana Santa. Destacan sus bellos desfiles procesionales donde las cuatro hermandades pasionistas sacan unos cortejos de gran vistosidad.

- 25 de abril. San Marcos. Celebración en la Ermita-Santuario de Ntra. Sra. de las Virtudes, con la tradicional bendición de los campos.

- Corpus Christi. Varias calles de la población se engalanan con toldos y alfombras confeccionadas con serrín y sal, como así mismo muchos vecinos ponen altares en donde rezar a Su Divina Majestad el Santísimo Sacramento.

- Segunda semana de agosto. Ferias Municipales de Santa Cruz de Mudela, con actuaciones en la verbena municipal, atracciones para pequeños y mayores.

- Festividad de San Roque.  Subida al cerro del mismo nombre, en donde se regala albahaca para atraer salud y suerte. A la bajada, en las calles aledañas al cerro, hay bares en donde tomar viandas, entre las que destaca la berenjena embuchada.

- Tercer domingo de agosto. Llegada a la población de la imagen de la Excelsa Madre y Patrona de Santa Cruz de Mudela, Nuestra Señora de las Virtudes. Sobre las 21 horas parte de la capilla de San José la Solemne Procesión de recibimiento a la Virgen de las Virtudes.

- Del 1 al 7 de septiembre. Solemne, Piadoso y Edificante Septenario en honor a la Excelsa Virgen de las Virtudes. Excelsa Madre y patrona de la población. Consta de Santo Rosario, Exposición del Santísimo Sacramento, Rezo del Septenario a la Virgen y Solemne Eucaristía.

- 7 de septiembre. Solemne Procesión de Despedida de la Virgen de las Virtudes. Desde el templo parroquial de Ntra. Sra. de la Asunción parte en Solemne cortejo procesional donde la Virgen de las Virtudes. Al  finalizar dicha Solemne Procesión, se entona el canto Mariano de "Salve Regina" y su Himno.

- 8 de septiembre. Festividad de Nuestra Señora de las Virtudes. Es el día más importante para todos los santacruceños. Al amanecer, y tras una misa, parte en multitudinaria romería la Virgen de las Virtudes hasta su Santuario. En el alto del Humilladero, en donde existe un templete con 7 columnas, se para a la virgen para cantarle y bailarle jotas y seguidillas manchegas, es en este punto desde donde la Virgen se despide del pueblo hasta el siguiente año. A su llegada a la Plaza de Toros Santuario, es recibida entre aplausos y tracas. A las 12 horas Solemne Misa Principal de Instituto en honor de la Virgen de las Virtudes, asistiendo a la misma las autoridades civiles locales.